# Stanislao Sanseverino
Stanislao Sanseverino (né le 13 juillet 1764 à Naples et mort le 11 mai 1826  à Forlì) est un cardinal italien du XIXe siècle. 

## Biographie
Stanislao Sanseverino exerce diverses fonctions au sein de la Curie romaine, notamment au sein de la Chambre apostolique et comme pro-gouverneur de Rome. Le pape Pie VII le crée cardinal in pectore lors du consistoire du 8 mars 1816. Sa création est publiée le 22 juillet 1816. Le cardinal est légat apostolique à Forlì. Sanseverino participe au conclave de 1823, lors duquel Léon XII est élu pape.
Il y a plusieurs cardinaux dans sa famille : Guglielmo Sanseverino (1378), Federico Sanseverino (1489), Antonio Sanseverino (1527) et Lucio Sanseverino (1621).

### Source
- The Cardinals of the Holy Roman Church